# Europäischer Gewerkschaftsverband
Ein Europäischer Gewerkschaftsverband ist ein Zusammenschluss nationaler Branchengewerkschaften auf europäischer Ebene.

## Mitglieder im Europäischen Gewerkschaftsbund
Dem (branchenübergreifenden) Europäischen Gewerkschaftsbund gehören die folgenden europäischen Gewerkschaftsverbände an:
| Verbandsname deutsch / englisch | Länder | Gewerkschaften | Mitglieder (in 1.000) |
| --- | ------ | -------------- | --------------------- |
| EuroCOP Dachverband europäische Polizeigewerkschaft / European Confederation of Police                                                                           | 27     | 35             | 500                   |
| Europäische Allianz für Kunst und Unterhaltung / European Arts and Entertainment Alliance (EAEA)                                                                 | 27     | 135            | 300                   |
| Europäische Föderation der Bau- und Holzarbeiter (EFBH) / European Federation of Building and Woodworkers (EFBWW)                                                | 34     | 76             | 2.000                 |
| Europäische Journalisten-Föderation (EJF) / European Federation of Journalists (EFJ)                                                                             | 44     | 70             | 320                   |
| Europäische Transportarbeiter-Föderation (ETF) / European Transport Workers’ Federation (ETF)                                                                    | 42     | 230            | 5.000                 |
| Europäischer Gewerkschaftsverband für den Öffentlichen Dienst (EGÖD) / European Federation of Public Service Unions (EPSU)                                       | 49     | 270            | 8.000                 |
| Europäischer Verband der Landwirtschafts-, Lebensmittel- und Tourismusgewerkschaften / European Federation of Food, Agriculture and Tourism Trade Unions (EFFAT) | 35     | 120            | 2.600                 |
| Europäisches Gewerkschaftskomitee für Bildung und Wissenschaft (EGBW) / European Trade Union Committee of Education (ETUCE)                                      | 51     | 132            | 11.000                |
| IndustriALL European Trade Union | 38     | 177            | 7.000                 |
| UNI-Europa | 50     | 272            | 7.000                 |

(Als Vergleichszahlen:
Der Europäische Gewerkschaftsbund vertritt 89 nationale (sektorübergreifende) Gewerkschaftsbünde aus 39 Ländern und 10 europäische (sektorale) Gewerkschaftsverbände mit insgesamt 45 Millionen Mitgliedern.)